# جامعة ليبرتي
جامعة ليبرتي (بالإنجليزية: Liberty University)‏ (إختصارًا LU) هي جامعة مسيحية إنجيلية خاصة تأسست جامعة ليبرتى عام 1971  م ويقع مقرها في لينشبورغ بفيرجينيا. أسسها جيري فالويل إلمر إل تاونز في عام 1971. على الرغم من أن حرم الجامعة يقع في لينشبورغ، إلا أن معظم طلابها متصلون بالإنترنت. إنها واحدة من أكبر الجامعات المسيحية الإنجيلية في العالم وواحدة من أكبر الجامعات الخاصة غير ربحية في الولايات المتحدة، ويتم تقييمها من خلال تسجيل الطلاب. اعتبارًا من 2017، تسجل الجامعة أكثر من 15 000 طالب في حرمها في لينشبورغ وأكثر من 94 000 طالب في الدورات عبر الإنترنت ليصبح المجموع حوالي 110.000.
تتكون المدرسة من 17 كلية، بما في ذلك كلية طب تقويم العظام وكلية الحقوق. تتنافس فرق ليبرتي الرياضية في القسم الأول من الرابطة الوطنية لرياضة الجامعات وتُعرف مجتمعة باسم نيران الحرية. فريق كرة القدم في الكلية هو NCAA Division I FBS Independent، بينما تتنافس معظم فرقهم الرياضية الأخرى في أتلانتيك صن كونفيرنس.
الجامعة هي جامعة خاصة توفر أكثر من 71 تخصص دراسى، ودرجات للماجستير في الفلسفة، الموسيقى، التمريض، اللغة الإنجليزية، العقيدة، الأعمال التجارية، والعدالة الجنائية. تقدم الجامعة برامج البكالوريوس والدراسات العليا في الحرم الجامعى وعبر الإنترنت. كما تقدم البرامج الدراسية عن طريق كلية العلوم الهندسية والحاسوبية، كلية القانون، ومعهد الدراسات اللاهوتية المعمدانى.
الدراسات في الجامعة لها توجه مسيحي محافظ، مع ثلاث فصول دراسية لدراسات الكتاب المقدس مطلوبة لطلاب البكالوريوس. يحظر ميثاق الشرف بالجامعة، المسمى «طريقة الحرية»، ممارسة الجنس والمعاشرة قبل الزواج. توصف الجامعة بأنها «معقل اليمين المسيحي» في السياسة الأمريكية، وهي تلعب دورًا بارزًا في السياسة الجمهورية.

## تاريخ
أسس جيري فالويل وإلمر إل تاونز الجامعة في عام 1971. خدم فالويل، كان راعيًا لكنيسة توماس رود المعمدانية، كأول رئيس للمدرسة. أصبح جيري فالويل جونيور ثاني رئيس للجامعة بعد وفاة والده في عام 2007.
تأسست في البداية باسم كلية لينشبورغ المعمدانية (بالإنجليزية: Lynchburg Baptist College)‏. غيرت المدرسة اسمها إلى كلية ليبرتي المعمدانية (بالإنجليزية: Liberty Baptist College)‏ في 1977 وإلى جامعة ليبرتي في 1985. كان أحد الأسباب المختلفة التي ذُكرت لتغيير الاسم الأصلي لـ Liberty من كلية لينشبورغ المعمدانية إلى كلية ليبرتي المعمدانية هو الابتعاد عن اسم لينشبورغ، والذي غالبًا ما يرتبط خطأً بالإعدام خارج نطاق القانون، في حين أن سببًا آخر سابقًا، كما أشار المؤسس المشارك إلمر تاونز، هو أن جيري فالويل الأب، أراد استخدام اسم «ليبرتي» من أجل الاستفادة من الذكرى المئوية الثانية لعام 1976 للولايات المتحدة، عندما تم اقتراح تغيير اسم الكلية في البداية. اعترفت مصلحة الضرائب الأمريكية رسميًا في عام 1987 بوضع الإعفاء الضريبي 501 (c) (3) لجامعة ليبرتي.
منذ عام 1999، أقامت ليبرتي علاقة غير رسمية مع المحافظين المعمدانيين الجنوبيين في فرجينيا وذلك بوجود عضوين من تلك المنظمة في مجلس أمناء الجامعة.
في سنواتها الأولى، كانت الجامعة واقفة على قدميها مالياً بفضل المانحين الرئيسيين. وضعت الرابطة الجنوبية للكليات والمدارس الجامعة تحت المراقبة عدة مرات في التسعينيات بسبب أعباء الديون الثقيلة. في عام 1990، بلغ إجمالي ديون الجامعة 110 مليون دولار. في عام 1996، بلغ مجموعها 40 مليون دولار. في بداية رئاسة جيري فالويل جونيور في عام 2007، أدرجت الجامعة أصولاً بقيمة 259 مليون دولار. اعتبارًا من 2017، بلغت منحة وقف الجامعة عند أكثر من دولار مليار دولار وإجمالي الأصول تجاوز ملياري دولار. في نهاية رئاسة جيري فالويل جونيور في عام 2020، أدرجت الجامعة أكثر من 2.5 مليار دولار في الأصول.
في عام 1985، بدأت الجامعة برنامج التعلم عن بعد بإرسال أشرطة في إتش إس للطلاب؛ كانت هذه سابقة لبرنامج جامعة ليبرتي الحالي عبر الإنترنت. عندما أصبحت اتصالات الإنترنت عالية السرعة أكثر انتشارًا في عام 2005 تقريبًا، بدأت ليبرتي في تقديم دورات عبر الإنترنت لعدد أكبر من السكان البالغين. يشكل الطلاب عبر الإنترنت الغالبية العظمى من طلاب الجامعة وإيراداتها، «يدعمون الجامعة» ويجعلهم «يحققون نجاحًا كبيرًا»، وفقًا لأعضاء هيئة التدريس، على الرغم من «التراجع الحاد في الجودة من الكلية التقليدية إلى الدورات عبر الإنترنت».
يدير جامعة ليبرتي مجلس أمناء مكون من 30 عضوًا يضم جوناثان فالويل، الابن والشقيق اللذين كانا على التوالي رئيسين سابقين للجامعة. بالإضافة إلى ذلك، يعمل وزيرين كوصي إميريتي. على عكس معظم الجامعات البحثية الأخرى، لا يُمنح أعضاء هيئة التدريس (خارج كلية الحقوق) تول منصبا ما، مما يمنحهم تأثيرًا أقل في إدارة الجامعة مما هو شائع.
في نوفمبر 2019، أطلقت ليبرتي مؤسسة فكرية تابعة لمركز فالكيرك للإيمان والحرية.
في ربيع عام 2020، سمحت ليبرتي لبعض الطلاب بالعودة إلى الحرم الجامعي بعد عطلة الربيع أثناء تفشي كوفيد 19 بسبب اعتراضات رئيس بلدية المدينة وعلى عكس ممارسات معظم الكليات والجامعات الأمريكية التي تفاعلت مع الوباء. وقد ضغطت بتوجيه اتهامات بالتعدي على ممتلكات الغير ضد أليك ماكجليس (مراسل ProPublica) وجوليا ريندلمان (المصورة) التي غطت القصة.
في 7 أغسطس 2020، وُضع رئيس الجامعة جيري فالويل جونيور في إجازة غير محددة بعد نشر تقارير عن مخالفات شخصية ومهنية. في 24 أغسطس، أفيد أن فالويل قد استقال. وقد نفى التقارير، قائلاً إن المناقشات مع مجلس الجامعة مستمرة، لكنه تراجع بعد ذلك واستقال رسمياً في وقت لاحق مساء 24 أغسطس. وفقًا لفالويل، سيحصل على تعويض قدره 10.5 مليون دولار من الجامعة لأنه استقال من دون الاعتراف بارتكاب مخالفات أو فتح اتهامات رسمية ضده.

## الحرم الجامعي
تم الانتهاء من برج الحرية المكون من 17 طابقًا في فبراير 2018، ويبلغ ارتفاعه 275 قدم (84 م)، وهو أطول مبنى في لينشبورغ. يحمل برج 25-جرس الكاريلون والذي يتضمن نسخة طبق الأصل من جرس الحرية.
يستضيف مركز جامعة ليبرتي للموسيقى والعبادة مسابقة ملكة جمال فيرجينيا التي ترسل الفائز من الولاية لتمثيلها في مسابقة ملكة جمال أمريكا.

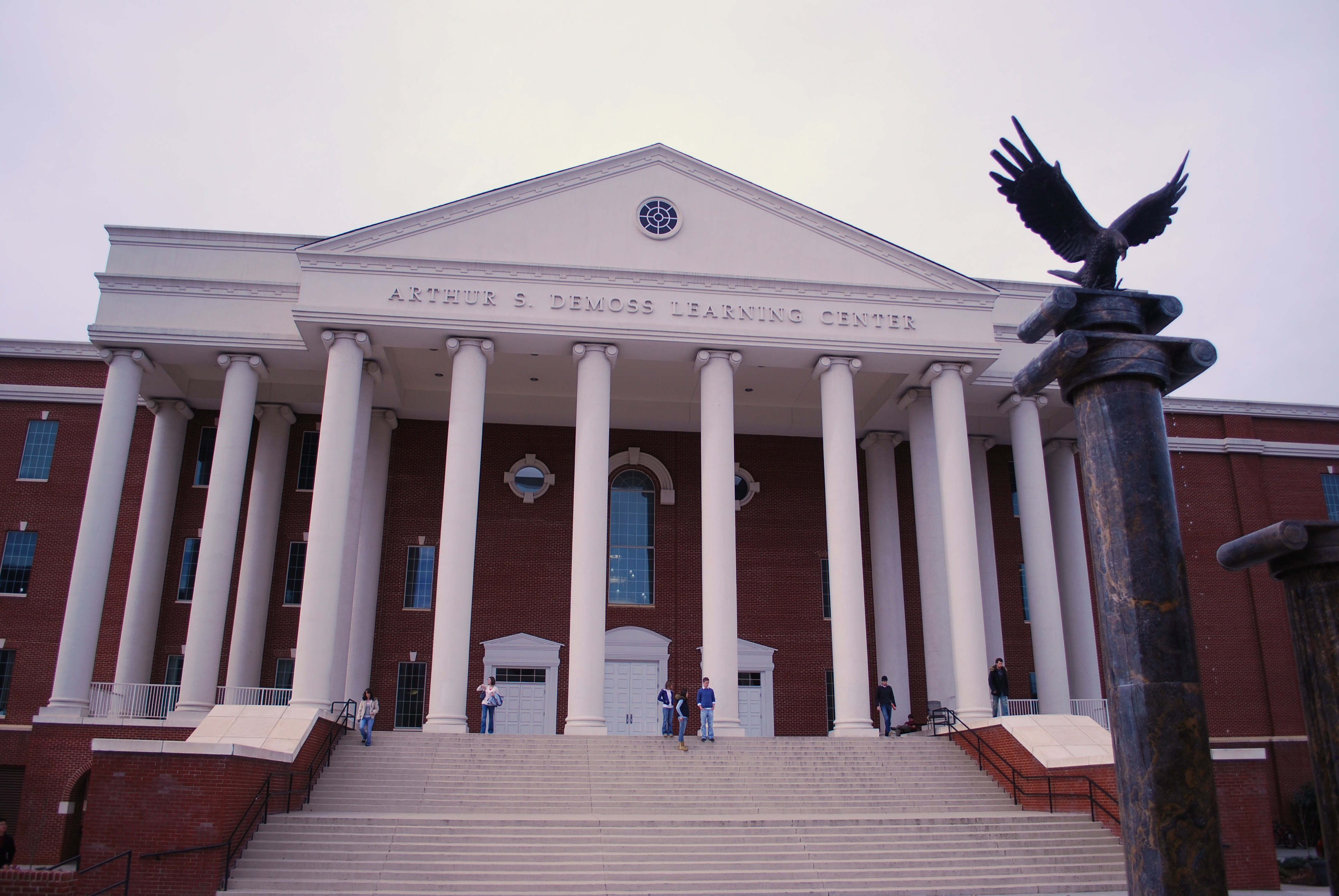
مركز التعلم ديموس في جامعة ليبرتي
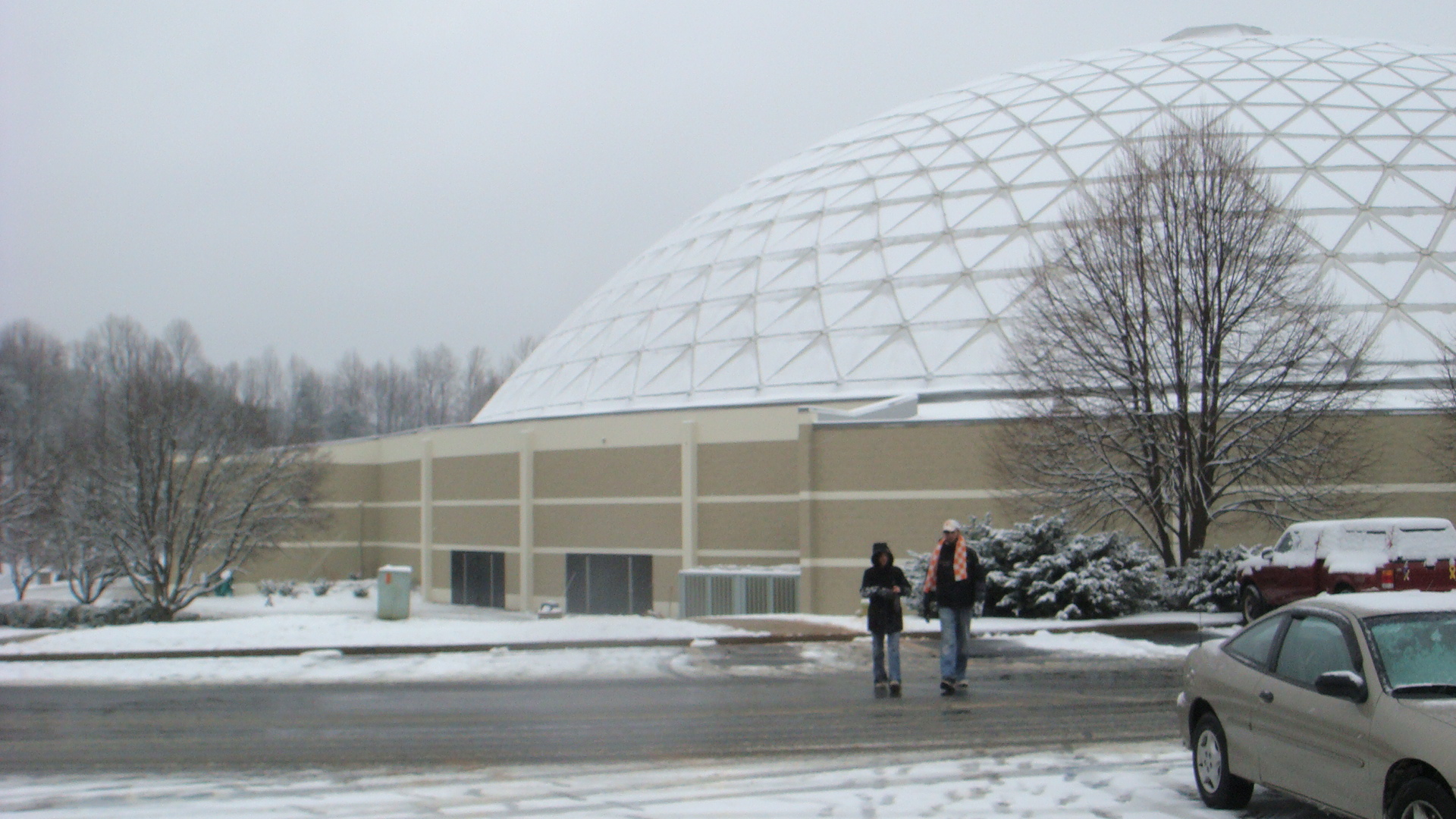
مركز فاينز جامعة ليبرتي
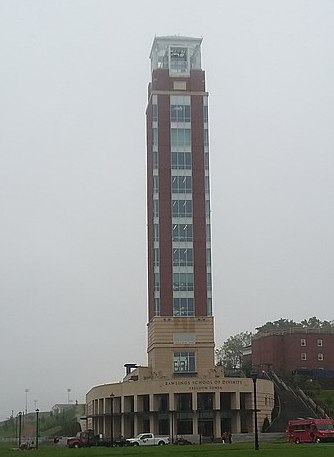
مدرسة رولينغز للإلهية، برج الحرية تم الانتهاء منه في فبراير 2018. يبلغ ارتفاعه 275 قدمًا، وهو أطول مبنى في لينشبورغ.

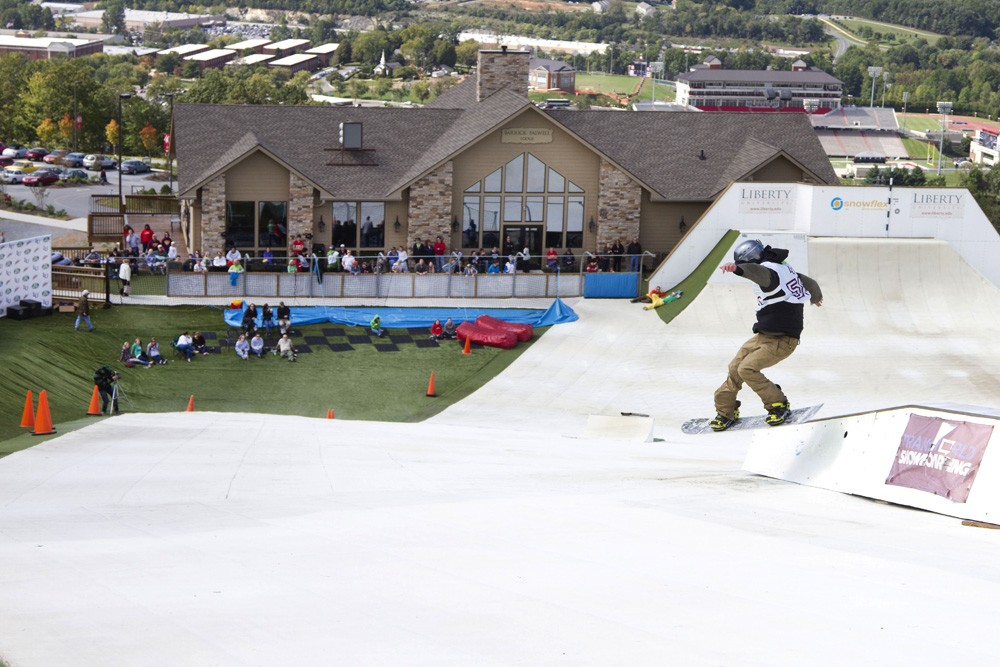
قمة منحدر التزلج الاصطناعي سنوفليكس المطل على مركز ليبرتي مونتن سنوفليكس

في أغسطس 2009، تمت أشغال البناء مركز ليبرتي مونتن سنوفليكس، وهو منحدر تزلج اصطناعي يضم سنوفليكس؛ صممت شركة الهندسة البريطانية البريطانية المركز. وهو الأول من نوعه في الولايات المتحدة، ويشمل منحدرات المبتدئين والمتوسطين والمتقدمين. افتتح مركز المرصد في ربيع 2013 بجوار مركز الفروسية. تحتوي القبة على فصل دراسي يتسع لـ 20 شخصًا. يضم مقراب ريتشي كريتيان للأبحاث عالي الجودة مقاس RC 20 بوصة (510 مـم) والعديد من تلسكوبات سلسترون CPC 800 8-inch من شميدت-كاسيجرين على قواعد، قادرة على التدحرج تحت سقف. يخدم المرصد ثلاثة أغراض: التعليم والليالي العامة والبحث. تتحكم أنشطة الطلاب في استخدام المرصد وهي مفتوحة لجميع الطلاب.
في ديسمبر 2016، صرحت جامعة ليبرتي بأنها ستبني ميدان رماية في الحرم الجامعي لتدريب الطلاب على حماية أنفسهم من الرماة والإرهابيين.

### المكتبات والمتاحف

#### مكتبة جيري فالويل
افتتحت مكتبة جيري فالويل المكونة من أربعة طوابق، والتي تبلغ مساحتها 170,000 قدم مربع (16,000 م2)، في يناير 2014 مع أكثر من 250 000عنصر وغرفة تتسع لـ170 000 آخرين. يمكن الوصول إليها عبر نظام تخزين واسترجاع بمساعدة الروبوت، والذي يحدد موقع العناصر المطلوبة داخل غرفة تخزين كبيرة ويسلمها إلى مكتب الاستقبال. يوجد 150 جهاز كمبيوتر عام في جميع أنحاء المبنى لأبحاث الأرشيف الإلكتروني. تحتوي المكتبة على غرف دراسة جماعية، وجدران قابلة للكتابة، وشرفات، وتراسات، وسقف نباتي. يقف عند مدخله جدار وسائط طوله 24 قدمًا، مدعومًا بثلاث وحدات ميكروسوفت كنيكت ومتكامل باستخدام برنامج مخصص، يسمح للزوار بتصفح أخبار الجامعة، وتصفح الصور التي يساهم بها الطلاب، والتعرف على الأحداث الجامعية القادمة.